# Serbska Straż Ochotnicza
Serbska Straż Ochotnicza (serb. Српска добровољачка гарда, Srpska dobrovoljačka garda) – ochotniczy oddział paramilitarny, założony 11 października 1990 przez Željko Ražnatovicia ps. „Arkan”, powszechnie znany jako Tygrysy Arkana.
W latach 1991–1992 formacja uczestniczyła w walkach na terytorium Chorwacji, a w latach 1992–1995 na obszarze Bośni i Hercegowiny.

## Historia
11 października 1990 Siły Straży Ochotniczej założyło 20 kibiców belgradzkiego klubu piłkarskiego FK Crvena zvezda, członków grupy ultras „Delije”. W 1991 r. do formacji dołączył Zvezdan Jovanović, późniejszy zabójca premiera Serbii Zorana Đinđicia. Organizacja szybko się rozrosła, osiągając w szczytowym momencie liczebność wynoszącą około 10 000 żołnierzy.
Kwatera główna straży znajdowała się w miejscowości Erdut w Republice Serbskiej Krajiny. Oddziały straży były odpowiedzialne za ochronę terytorialną Serbii i toczenie walk z oddziałami regularnymi oraz partyzanckimi armii Chorwacji i Bośni.
Organizacja została rozwiązana 20 kwietnia 1996, jednak część jej członków wstąpiła w szeregi oficjalnej armii Jugosławii, walcząc do 1998 r. na terenie Kosowa.

## Zbrodnie wojenne
Željko Ražnatović został w 1997 r. oskarżony przez Międzynarodowy Trybunał Sprawiedliwości w Hadze o zbrodnie przeciwko ludzkości, łamanie zasad konwencji genewskiej oraz dokonanie czystek etnicznych w miastach Bijeljina oraz Zvornik. Oddziały Tygrysów Arkana zostały także oskarżone o czystki etniczne w miejscowości Sanski Most, w których zabito 70 bośniackich cywilów.

## Link zewnętrzny
- Akt oskarżycielski wydany przez trybunał sprawiedliwości przeciwko „Arkanowi”. [dostęp 2008-07-07]. (ang.).